# Antoine Gélinas-Beaulieu
Antoine Gélinas-Beaulieu (* 5. května 1992 Sherbrooke, Québec) je kanadský rychlobruslař a shorttrackař.
V letech 2009 a 2010 se objevil na juniorských světových šampionátech v short tracku, kde získal několik medailí.
V závodech klasického rychlobruslení se roku 2010 představil na Mistrovství světa juniorů (tři bronzové medaile). Další dva roky startoval pouze v domácích závodech a poté následovala tříletá pauza. Na startu rychlobruslařských klání se objevil znovu na podzim 2015, kdy také debutoval ve Světovém poháru. Pravidelně v tomto seriálu začal závodit od roku 2017, v následujícím roce se představil také na Mistrovství světa ve víceboji. V závodě s hromadným startem na Mistrovství světa na jednotlivých tratích 2020 vybojoval bronzovou medaili. Startoval na ZOH 2022 (500 m – 29. místo, 1000 m – 22. místo, 1500 m – 23. místo, hromadný start – 15. místo). Na Mistrovství čtyř kontinentů 2023 zvítězil v závodě na 1500 m a získal stříbro ve stíhacím závodě družstev.